# Johnson City (Nova York)
Johnson City és una població dels Estats Units a l'estat de Nova York. Segons el cens del 2000 tenia 15.535 habitants.

## Demografia
Segons el cens del 2000, Johnson City tenia 15.535 habitants, 6.981 habitatges, i 3.651 famílies. La densitat de població era de 1.350,9 habitants/km².
Dels 6.981 habitatges en un 22,6% hi vivien nens de menys de 18 anys, en un 37,1% hi vivien parelles casades, en un 12% dones solteres, i en un 47,7% no eren unitats familiars. En el 40,3% dels habitatges hi vivien persones soles el 16,5% de les quals corresponia a persones de 65 anys o més que vivien soles. El nombre mitjà de persones vivint en cada habitatge era de 2,12 i el nombre mitjà de persones que vivien en cada família era de 2,88.
Per edats la població es repartia de la següent manera: un 20% tenia menys de 18 anys, un 11% entre 18 i 24, un 27,2% entre 25 i 44, un 20,2% de 45 a 60 i un 21,6% 65 anys o més.
L'edat mediana era de 39 anys. Per cada 100 dones de 18 o més anys hi havia 83 homes.
La renda mediana per habitatge era de 27.438 $ i la renda mediana per família de 39.241 $. Els homes tenien una renda mediana de 31.980 $ mentre que les dones 24.656 $. La renda per capita de la població era de 17.511 $. Entorn de l'11,6% de les famílies i el 16% de la població estaven per davall del llindar de pobresa.